# جنگنده آی۳

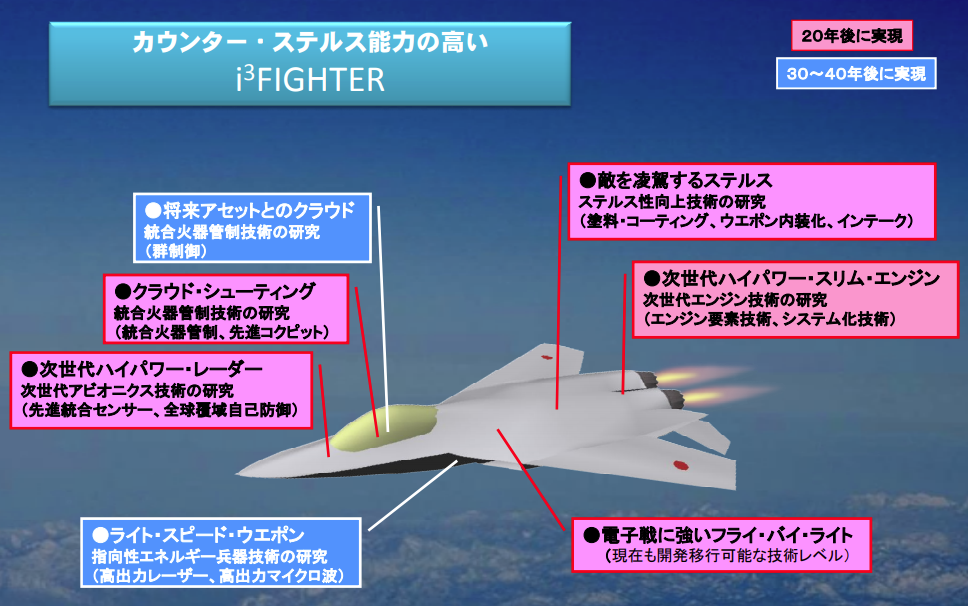
تصویری از طرح مفهومی جنگنده آی۳

جنگنده آی۳ (انگلیسی: i3 Fighter) یک طرح پیشنهادی برای تولید جت جنگنده است که وزارت دفاع ژاپن در سال ۲۰۱۰ به‌عنوان طرح جانشین جنگنده میتسوبیشی اف-۲ مطرح کرد. آی۳ یا i3 به حرف اول سه واژه هوشمند (Intelligent)، آگاه (Informed) و سریع (Instanteous) اشاره می‌کند.

## بررسی اجمالی
با نوسازی و گسترش نیروی هوایی چین و نیروی هوافضای روسیه، نیروی هوایی ژاپن استقرار گسترده جنگنده‌های چینی و روسی نسل ۴٫۵ و ۵ را در نزدیکی مرزهای ژاپن در آینده نزدیک پیش‌بینی کرد. در سال ۲۰۱۰ نیروی هوایی ژاپن، گزارشی را برای توسعه نسل جدید جنگنده پیشرفته برای جبران کمبود تعداد و ایجاد برتری هوایی ایمن در چنین شرایطی منتشر کرد. این گزارش با نام چشم‌اندازی برای تحقیق و توسعه جنگنده‌های آینده، بر اهمیت توسعه بومی جنگنده برای حفظ صنعت داخلی ساخت جنگنده تأکید کرد و یک جنگنده ضد پنهانکار را پیشنهاد کرد که قادر به شناسایی هواگرد پنهانکار دشمن با سامانه اطلاعاتی-رزمی خود شامل رادار قدرتمند، مجموعه حسگرهای پیشرفته و پیوندهای تاکتیکی با حسگرهای خارجی و همکاری با پهپادها باشد تا هواگرد دشمن را به‌کمک تاکتیک‌های گروهی شبکه‌محور شکست دهد. چنین جنگنده‌ای دارای قابلیت‌های پنهانکاری پیشرفته، کنترل پرواز از طریق سامانه پرواز-با-نور، موتورهای کوچک با قدرت بالا، مجموعه حسگرهای پیشرفته، قابلیت «ابرِ شلیک» (کنترل آتش شبکه‌محور) و حمل جنگ‌افزار انرژی هدایت‌شده به نام «سلاح سرعت نور» است. این سامانه بسیار "آگاه(Informed)" و "هوشمند(Intelligent)" برای از بین بردن "آنی(instantaneously)" دشمنان با سلاح‌های شلیک‌کننده کارامد و سلاح‌های سرعت نور جنگنده آی۳ (i3 Fighter) نامیده شد.

## ویژگی‌های کلی

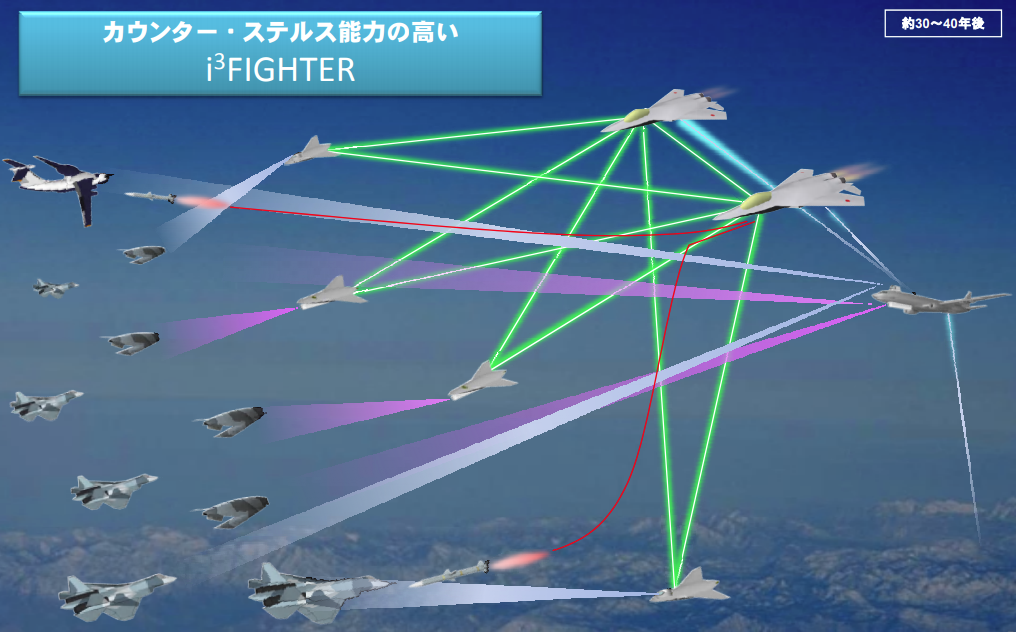
جنگنده‌های آی۳ و پهپادهای همراه در یک «ابرِ شلیک»

- فناوری پنهانکاری پیشرفته با استفاده از سیلیسیم کاربید، فراماده و غیره
- موتور کوچک پرقدرت: یک موتور نسل بعدی کوچک و همزمان پرقدرت برای دستیابی به پنهانکاری بیشتر
- کنترل پرواز از طریق پرواز-با-نور (Fly-by-light) که در برابر تداخل الکترومغناطیسی در جنگ الکترونیک مقاوم است و در کاوازاکی پی-۱ هم به‌کار رفته‌است.
- رادار نسل بعدی آرایه اسکن الکترونیکی فعال
- نسل بعدی اویونیک و ترکیب حسگرها
- ابرِ شلیک: یک قابلیت مشارکتی پیشرفته که از پیوندهای مختلف بین دستگاه‌ها به دست می‌آید.
- ارتباط متقابل پیشرفته با دیگر محصولات آینده
- سلاح سرعت نور: جنگ‌افزار انرژی هدایت‌شده متشکل از لیزر و تجهیزات مایکروویو پرقدرت (HPM) برای از بین بردن دستگاه‌های الکترونیکیِ موشک‌های دشمن

## توسعه

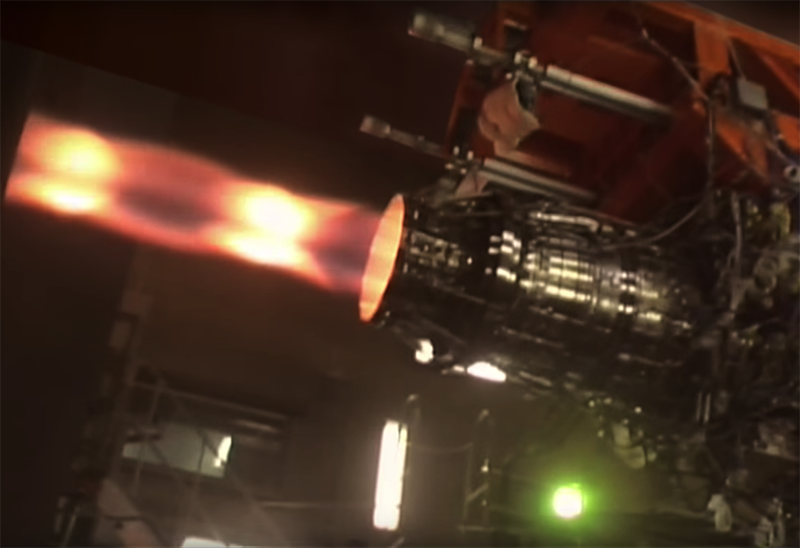
موتور کوچک پرقدرت IHI XF9-1

نقشه راه تقریبی که در گزارش گنجانده شده‌است، نشان می‌دهد که توسعه این طرح بیش از دو دهه طول می‌کشد که نیمه اول آن به عنوان مرحله تحقیقات مقدماتی و نیمه دوم از اوایل دهه ۲۰۲۰ برای ساخت مقیاس کامل شروع می‌شود. اگرچه جنگنده آی۳ به عنوان جانشین بالقوه میتسوبیشی اف-۲ توصیف می‌شود، اما ارتباط دقیق بین این دو مبهم است و حتی اگر جانشین آن باشد، میزان ترکیب ویژگی‌های پیشنهادی با طرح نهایی همچنان مبهم می‌ماند. با این حال، برنامه جانشین اف-۲ (جنگنده آینده، که اغلب به عنوان اف-۳ شناخته می‌شود) شباهت زیادی با طرح جنگنده آی۳ دارد، و تحقیقات آشکارشده توسط آژانس اکتساب، فناوری و لجستیک (ATLA) که مسئول تحقیقات جنگنده آینده است، تا حد زیادی مطابق با فناوری‌ها و برنامه زمانی گزارش طرح آی۳ است.
در سال ۲۰۱۸، پیش‌نمونه موتور کوچک پرقدرت، IHI XF9-1، «طبق برنامه» تحویل داده شد. در سال ۲۰۱۹، وزارت دفاع ژاپن بودجه توسعه جانشین اف-۲ را در بودجه سال مالی ۲۰۲۰ گنجاند، که نشان می‌دهد توسعه در مقیاس کامل قرار است در چارچوب زمانی برنامه‌ریزی‌شده آغاز شود. در ۱ آوریل ۲۰۲۰ وزارت دفاع رسماً برنامه را با نام اف-ایکس راه اندازی کرد.